# Nieuwe Algemene Begraafplaats Doorn
De Nieuwe Algemene Begraafplaats is een begraafplaats aan de Oude Arnhemse Bovenweg aan de westzijde van Doorn in de gemeente Utrechtse Heuvelrug. Achter de begraafplaats ligt een bos dat aan de zijkanten wordt begrensd door de Broekweg en de Foretweg. 
In 1958 werd de Nieuwe Algemene Begraafplaats in gebruik genomen als opvolger van de Oude Algemene Begraafplaats Doorn aan de Amersfoortseweg. Na een gewonnen prijsvraag mocht de winnende landschapsarchitect Wim (Willem Christiaan J.) Boer het terrein inrichten. Hij paste bij de inrichting van het terrein de ontwerpopvattingen en de maatschappelijke visie van het nieuwe bouwen toe. Zijn ontwerp kwam voort uit de gedachte 'Arm of rijk, na de dood is ieder gelijk'. Midden in dit bosgebied liet hij een aantal grasvelden aanleggen. De uniforme grafstenen van witte zandsteen liggen in een strak geometrisch patroon. Op de graven mogen enkel losse bloemstukken worden geplaatst.
In 2007 kwam de nieuwe aula gereed en werd een deel van het achterliggende bos bij de begraafplaats getrokken. Hier liggen de graven langs slingerende bospaden en zijn er geen regels voor de grafmonumenten. Sinds 2015 worden ook natuurgraven uitgegeven voor het achterliggende bos van 26 ha, dat eigendom is van de gemeente. 